# رشيد طه
رشيد طه مغني راي جزائري من مواليد (18 سبتمبر 1958- 12 سبتمبر 2018) ولد في مدينة سيق الواقعة غرب الجزائر عام 1958، وسافر رشيد مع والديه إلى فرنسا في عام 1968، وغنى مع الشاب خالد والشاب فضيل في أشهر حفل أقيم في فرنسا، وحقق الحفل نجاحاً كبيراً على مستوى الحضور والمبيعات. توفي في 12 سبتمبر عام 2018 بنوبة قلبية في باريس عن عمر ناهز 59 عاماً.

## حياته
رشيد طه من الجيل الأول من المهاجرين الجزائرين الذين استقروا في فرنسا مع عائلته في ستينات القرن الماضي. وبعد فترة قصيرة من العمل في المطاعم والمصانع، شكّل مع مجموعة من أصدقائه فرقة موسيقية سموها «بطاقة إقامة», Carte de Séjour تعزف الموسيقى في النوادي الصغيرة. هذه الخلفية المتواضعة ربما تشرح موسيقى وآراء طه السياسية بخصوص الكثير من القضايا الآنية التي تواجهها المجموعات المهاجرة مثل العنصرية والفقر وغيرها من التهميش والأمور الأخرى التي أصبح يواجهها المسلم.
في البداية حاول طه تقديم «الروك العربي» مع مجموعته بإيقاع موسيقى الراي الجزائرية. وفي عام 1990 بدأ يعمل منفردا وأدخل الرقص إلى موسيقاه. وفي عام 1996 أطلق «أوليه أوليه»، و «ديوان» عام 1998، وألبوم «صنع في المدينة» عام 2000 الذي سجّله في باريس ولندن ومراكش، عاكسا بذلك التأثيرات الثقافية المختلفة على أعماله.

## أغانيه
اشتهر رشيد طه بمزج أغاني الروك مع الموسيقى العربية واشتهر أيضاً بأغنية «برة برة» من ألبوم صنع في المدينة لدخولها في فيلم بلاك هوك داون ولعبة فار كري 2 وأغنية «يا الرايح» لدحمان الحراشي وأغنية «روك القصبة» التي غنّاها بالعربية مع أعضاء فرقة ذا كلاش وأغنية «عبد القادر» من ألبوم 1 2 3 شموس مع الشاب خالد والشاب فضيل عام 1999 في فرنسا وأغنية «يا منفي» وألبوم «ديوان» الذي ضمّ أفضل الأغاني الجزائرية وألبوم «تيكتوي» وألبوم «ديوان 2» وألبوم «أوليه أوليه» وألبوم «ديوان2» وألبوم «بونجور». وفي عام 2013 أطلق ألبوماً بعنوان Zoom ضم فيه 9 أغانٍ جديدة وأغنيتين بتوزيعات جديدة هما فولا فولا و«زوبيدة» التي سمّاها في ألبومه الجديد جميلة.

## وصلات خارجية
- رشيد طه على موقع IMDb (الإنجليزية)
- رشيد طه على موقع ألو سيني (الفرنسية)
- رشيد طه على موقع ميوزك برينز (الإنجليزية)
- رشيد طه على موقع أول ميوزيك (الإنجليزية)
- رشيد طه على موقع ديسكوغز (الإنجليزية)
- رشيد طه على موقع قاعدة بيانات الفيلم (الإنجليزية)
- -بعض أغاني رشيد طه